# Perfilador de vientos

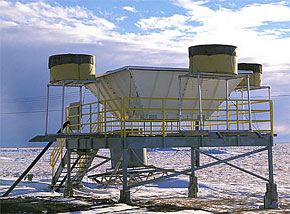
Un radar perfilador de vientos.

Un perfilador de vientos es un tipo de equipo de observación del tiempo, que usa equipo de radar u ondas sónicas (SODAR) para detectar velocidad y dirección del viento a varias elevaciones sobre el terreno. Tales datos resultan muy útiles a la meteorología y a la aviación.

## Perfilador radárico de vientos
Los perfiladores de viento con radar Doppler operan usando principios similares a los "sodares Doppler", excepto que las señales electromagnéticas (EM) se usan más que las propias señales acústicas para sensar vientos remotamente. En un desarrollo típico, el radar muestrea a lo largo de cada uno de sus cinco haces: uno es orientado verticalmente para medir velocidad vertical, y cuatro horizontalmente, orientándolos ortogonalmente uno de otro para medir los componentes horizontales del movimiento atmosférico. Un perfilador UHF incluye subsistemas para controlar: trasmisión y recepción radárica, procesado de señales, y RASS (acrónimo de sistema sónico acústico radial), telemetría de datos, y control remoto.
El radar transmite un pulso electromagnético a lo largo de cada dirección con su antena. La duración de la transmisión determina la longitud del pulso emitido por la antena, que corresponde al volumen de aire iluminado (en términos eléctricos) por el haz de radar. Pequeñas cantidades de la energía transmitida es reflejada (retorno de reflejos) y recibida por el radar. Los retardos a intervalos fijos son producidos en el sistema de procesamiento de datos, tal que la energía reflejada y recibida por el radar, desde altitudes discretas, son referidos a rangos de aperturas. La deriva de frecuencias Doppler de la energía reflejada es determinada, y luego se usa para calcular velocidad
del aire en contra o hacia el radar a lo largo de cada haz, en función de la altitud. La fuente de la energía reflejada (los "blancos" del radar) son fluctuaciones turbulentas de pequeña escala que inducen irregularidades en el índice de refracción radial de la atmósfera. El radar es muy sensible al aislamiento de remolinos turbulentos, cuya escala espacial es la ½ de la longitud de onda del radar, o sea aproximadamente 16 cm para un perfilador UHF.
La habilidad de un perfilador (y de un sodar) para medir vientos se basa en la hipótesis de que los remolinos de turbulencia deectados por el equipo, se encuentran a lo largo del "viento promedio". La energía dispersada por esos remolinos, y recibida en el perfilador es en órdenes e magnitud más pequeño que la energía transmitida. Sin embargo, si hay suficientes muestras se puede obtener la velocidad y dirección del viento promedio en el volumen muestreado, lográndose que la amplitud de la energía emitida por esos remolinos pueda claramente identificarse por encima dl nivel de ruido de fondo.
Los componentes radiales medidos por los haces son la suma vectorial del movimiento horizontal del aire hacia o en contra del radar, y de cualquier movimiento vertical presente en el haz de retorno. Usando trigonometría, los componentes meteorológicos tridimensionales de velocidad (u,v,w) y de dirección del viento, se calculan de las velocidades radiales con correcciones por movimientos verticales.
Un perfilador de vientos radárico en la capa límite se puede configurar para perfiles de viento promediados en periodos desde pocos minutos a una hora. A su vez este tipo de radares, frecuentemente se configuran para muestrear en más de un modo. Por ej., en un “modo bajo,” el pulso de energía transmitido por el equipo puede ser de 60 m en longitud. La longitud del pulso determina la profundidad de la columna de aire que está siendo muestreada y la resolución vertical de los datos. En un “modo alto,” la longitud del pulso se incrementa, usualmente a 100 m o mayor. Un pulso más grande significa que más energía está siendo transmitida en cada muestra, mejorando la relación señal/ruido (SNR, o S/R) de los datos. Usando una longitud de pulso mayor se incrementa la prof. del volumen muestreado, y a su vez decrece la resolución vertical de los datos. Ante salidas de energía más grandes, en el modo alto, se incrementa la máxima altitud a la cual el radar puede muestrear, pero a expensas de perder resolución vertical y de incrementar la altitud a la cual los primeros vientos se miden. Cuando el radar opera en
modos múltiples, frecuentemente los datos se combinan con un set de datos solapeados para simplificar el postprocesado y la validadión de los datos.